# Tattoo (utwór The Who)
"Tattoo" (właśc. "Tattoo (Incl. Church of Your Choice Jingle)") – utwór angielskiej grupy The Who, piąta ścieżka na albumie The Who Sell Out (1967). Została napisana i skomponowana przez gitarzystę i drugiego wokalistę grupy, Pete'a Townshenda. Jest to trwająca poniżej 3 minut ballada rockowa, czerpiąca inspiracje z muzyki psychodelicznej i art popu. Tekst utworu opowiada o dwóch nastoletnich braciach wchodzących w dorosłość oraz narastającej wobec nich, presji otoczenia.
Piosenka zyskała ogromne uznanie krytyki, jak i samych fanów. Od czasu wydania jej na płycie została uznana za jedną z najbardziej niedocenianych, a także za jedną z najlepszych piosenek z repertuaru  The Who.

## Tekst i kompozycja
Tekst piosenki, autorstwa Pete'a Townshenda opowiada o dwóch braciach i ich wchodzeniu w dorosłość. Słowa pisane są w narracji pierwszoosobowej, z perspektywy jednego z braci. Narrator zastanawia się "co czyni mężczyznę mężczyzną" i, razem z bratem, decyduje się na wykonanie tatuażu. Ich rodzice nie są zadowoleni z efektów – narrator pobity został przez ojca, jego brat przez matkę. Autor przypuszcza, że będzie żałował zrobionego tatuażu, jednak nie decyduje się na przeszczep skóry. W ostatniej zwrotce autor, jako dorosły mężczyzna, śpiewa, że podobnie jak jego żona, jest wytatuowany na całym ciele. Motywy poruszane w tekście dotyczą przejścia z dzieciństwa w dorosłość, narastającej presji bliskiego otoczenia oraz niepewnych i nieprzemyślanych decyzji życiowych.
"Tattoo" rozpoczyna się akordem łamanym, granym przez Townshenda na gitarze akustycznej i elektrycznej. Wersja stereo utworu została zmiksowana w ten sposób, że w lewym kanale stereo słychać tylko gitarę elektryczną, a w prawym – tylko akustyczną.

### Wykonawcy
- Roger Daltrey – śpiew
- Pete Townshend – gitara elektryczna, gitara akustyczna, wokal wspierający
- John Entwistle – gitara basowa, wokal wspierający
- Keith Moon – perkusja

## Odbiór utworu
"Tattoo" zostało bardzo przychylnie odebrane przez słuchaczy. Część dziennikarzy muzycznych uznała utwór za jeden z najlepszych na płycie. W swojej recenzji Robert Christgau uznał "Tattoo" za najlepszą kompozycję w karierze Townshenda, oraz wyróżnił jako jedną z trzech najlepszych piosenek na The Who Sell Out, obok "Armenia City in the Sky" oraz "Heinz Baked Beans".